# Surf Line
| Ein Güterzug südwärts bei San Diego |                      |                                                            |                                                            |
| Streckenlänge: | 202 km               |                                                            |                                                            |
| Spurweite: | 1435 mm (Normalspur) |                                                            |                                                            |
| Streckengeschwindigkeit: | 145 km/h             |                                                            |                                                            |
| Zweigleisigkeit: | teilweise            |                                                            |                                                            |
| |                      |                                                            |                                                            |
| \| \| \| San Bernardino Subdivision aus Los Angeles \| \| \| \| 165.1 \| Fullerton \| Fullerton \| \| \| 165.5 \| BNSF San Bernardino Subdivision nach San Bernardino \| BNSF San Bernardino Subdivision nach San Bernardino \| \| \| 170.6 \| Anaheim RTIC \| Anaheim RTIC \| \| \| 172.3 \| Olive Subdivision \| Olive Subdivision \| \| \| 172.6 \| Orange \| Orange \| \| \| 175.2 \| Santa Ana \| Santa Ana \| \| \| 179.5 \| Tustin \| Tustin \| \| \| 185.0 \| Irvine \| Irvine \| \| \| 193.5 \| Laguna Niguel/Mission Viejo \| Laguna Niguel/Mission Viejo \| \| \| 197.2 \| San Juan Capistrano \| San Juan Capistrano \| \| \| 203.6 \| San Clemente \| San Clemente \| \| \| 204.8 \| San Clemente Pier nur Pacific Surfliner \| San Clemente Pier nur Pacific Surfliner \| \| \| 207.6 \| Trestles Bridge über San Mateo Creek \| Trestles Bridge über San Mateo Creek \| \| \| 226.4 \| Oceanside Transit Center Beginn COASTER/Endpunkt Metrolink \| Oceanside Transit Center Beginn COASTER/Endpunkt Metrolink \| \| \| 226.8 \| Escondido Subdivision \| Escondido Subdivision \| \| \| 229.2 \| Carlsbad Village \| Carlsbad Village \| \| \| 233.3 \| Carlsbad Poinsettia \| Carlsbad Poinsettia \| \| \| 237.7 \| Encinitas \| Encinitas \| \| \| 241.8 \| Solana Beach \| Solana Beach \| \| \| 249.0 \| Sorrento Valley \| Sorrento Valley \| \| \| 264.2 \| Old Town Transit Center San Diego \| Old Town Transit Center San Diego \| \| \| 267.7 \| San Diego Endpunkt Pacific Surfliner und COASTER \| San Diego Endpunkt Pacific Surfliner und COASTER \| \| \| \| BNSF San Diego Subdivision nach BNSF Rail Yard/ \| \| \| \| \| San Diego and Imperial Valley Railroad nach San Ysidro \| \| |                      |                                                            |                                                            |
| Strecke |                      | San Bernardino Subdivision aus Los Angeles                 | San Bernardino Subdivision aus Los Angeles                 |
| Bahnhof | 165.1                | Fullerton                                                  | Fullerton                                                  |
| Abzweig geradeaus und nach links | 165.5                | BNSF San Bernardino Subdivision nach San Bernardino        | BNSF San Bernardino Subdivision nach San Bernardino        |
| Bahnhof | 170.6                | Anaheim RTIC                                               | Anaheim RTIC                                               |
| Abzweig geradeaus, nach links und von links | 172.3                | Olive Subdivision                                          | Olive Subdivision                                          |
| Bahnhof | 172.6                | Orange                                                     | Orange                                                     |
| Bahnhof | 175.2                | Santa Ana                                                  | Santa Ana                                                  |
| Bahnhof | 179.5                | Tustin                                                     | Tustin                                                     |
| Bahnhof | 185.0                | Irvine                                                     | Irvine                                                     |
| Bahnhof | 193.5                | Laguna Niguel/Mission Viejo                                | Laguna Niguel/Mission Viejo                                |
| Bahnhof | 197.2                | San Juan Capistrano                                        | San Juan Capistrano                                        |
| Bahnhof | 203.6                | San Clemente                                               | San Clemente                                               |
| Haltepunkt / Haltestelle | 204.8                | San Clemente Pier nur Pacific Surfliner                    | San Clemente Pier nur Pacific Surfliner                    |
| Brücke über Wasserlauf | 207.6                | Trestles Bridge über San Mateo Creek                       | Trestles Bridge über San Mateo Creek                       |
| Bahnhof | 226.4                | Oceanside Transit Center Beginn COASTER/Endpunkt Metrolink | Oceanside Transit Center Beginn COASTER/Endpunkt Metrolink |
| Abzweig geradeaus, nach links und von links | 226.8                | Escondido Subdivision                                      | Escondido Subdivision                                      |
| Bahnhof | 229.2                | Carlsbad Village                                           | Carlsbad Village                                           |
| Bahnhof | 233.3                | Carlsbad Poinsettia                                        | Carlsbad Poinsettia                                        |
| Bahnhof | 237.7                | Encinitas                                                  | Encinitas                                                  |
| Bahnhof | 241.8                | Solana Beach                                               | Solana Beach                                               |
| Bahnhof | 249.0                | Sorrento Valley                                            | Sorrento Valley                                            |
| Bahnhof | 264.2                | Old Town Transit Center San Diego                          | Old Town Transit Center San Diego                          |
| Bahnhof | 267.7                | San Diego Endpunkt Pacific Surfliner und COASTER           | San Diego Endpunkt Pacific Surfliner und COASTER           |
| Strecke |                      | BNSF San Diego Subdivision nach BNSF Rail Yard/            | BNSF San Diego Subdivision nach BNSF Rail Yard/            |
| Strecke |                      | San Diego and Imperial Valley Railroad nach San Ysidro     | San Diego and Imperial Valley Railroad nach San Ysidro     |

Als Surf Line wird die Bahnverbindung an der südkalifornischen Pazifikküste zwischen Los Angeles und San Diego bezeichnet, deren Kernstück die Bahnstrecke Fullerton–San Diego ist. Ihren Namen hat sie ihrem Trassenverlauf zu verdanken, der an gewissen Stellen unmittelbar am Meer verläuft. Die Verbindung wird von Amtrak-Fernverkehrszügen (Pacific Surfliner), Nahverkehrszügen der Metrolink und des NCTD Coaster sowie Güterzügen der BNSF Railway befahren. 
Die Surf Line wird als die nach dem Northeast Corridor zweit-meist frequentierte überregionale Personenfernverkehrsverbindung der Vereinigten Staaten bezeichnet; allerdings beziehen diese Vergleiche die jüngere Brightline-Verbindung in Florida nicht mit ein.

## Geschichte
Der Bau der Strecke begann 1880 unter Regie der Southern California Railroad. Diese nahm 1882 den Betrieb mit Passagier- und Güterzügen zwischen National City (südlich von San Diego) und Fallbrook Junction bei Oceanside auf. Ab Oceanside verlief die Strecke durch den Temecula Canyon und wurde 1885 Teil der Transkontinentalverbindung der Atchison, Topeka and Santa Fe Railroad, als diese ihre Strecke über den Cajon Pass bis Barstow eröffnete.
In den Jahren 1886 bis 1888 nahmen diverse Tochtergesellschaften der Santa Fe Railroad Strecken von Riverside über Orange nach Santa Ana und von Orange nach Los Angeles in Betrieb. Letztere Linie war Teil der späteren San Bernardino Subdivision von Santa Fe, über welche die Züge der Surf Line Los Angeles erreichen.
Mit der ebenfalls 1888 vollendeten direkten Bahnstrecke von Oceanside nach Santa Ana verlor die alte Linie via Temecula Canyon an Bedeutung und wurde 1891 nach einer Überschwemmung nicht mehr wieder aufgebaut.
1910 errichtete die Santa Fe zwischen Atwood und Fullerton eine direktere Linienführung der San Bernardino Subdivision. Dadurch wurde die Strecke Fullerton–Orange Bestandteil der Surf Line. Die Strecke Atwood–Orange wird seither als BNSF Olive Subdivision bezeichnet und bildet seither die zweite Nordfortsetzung der Surf Line und den direkten Anschluss zu den Transkontinentalverbindungen.
Im Juni 1992 verkaufte die Santa Fe Railroad die Surfline an die Southern California Regional Rail Authority in Besitz des Orange County und an die San Diego Northern Railway in Eigentum des San Diego County. Damit befindet sich die Strecke als eine von wenigen Hauptstrecken in den USA in Besitz der öffentlichen Hand und nicht in Besitz der großen Güterbahnen. Dies ermöglicht auch einen hohen Takt und zuverlässigen Betrieb im Personenverkehr.

## Betrieb
Amtrak
Auf der gesamten Strecke zwischen San Diego und Fullerton und weiter bis Los Angeles und mit diversen Zugläufen weiter über Santa Barbara bis San Luis Obispo verkehrt in vergleichsweise dichtem Takt der Pacific Surfliner von Amtrak California. Dieser ist hinter dem Acela Express und Northeast Regional die drittmeistgenutzte Zugverbindung von Amtrak. Die Amtrakzüge verkehren im Vergleich zu den Metrolink- und COASTER-Zügen beschleunigt, sie bedienen nur die Bahnhöfe San Diego, San Diego Old Town, Solana Beach, Oceanside, San Clemente Pier, San Juan Capistrano, Irvine, Santa Ana, Anaheim RTIC und Fullerton.
NCTD Coaster
Das San Diego County betreibt mit dem NCTD Coaster (Eigenschreibweise COASTER) eine Nahverkehrsverbindung zwischen dem Santa Fe Depot und Oceanside. Der Coaster besteht aus Pendelzügen mit Siemens-Charger-Lokomotiven und Bombardier-BiLevel-Doppelstockwagen. Sie halten an allen Bahnhöfen.
Metrolink
Der Abschnitt (Los Angeles–) Fullerton–Oceanside ist Teil des Metrolink-Vorortszugnetzes von Los Angeles. Der Abschnitt Fullerton–Oceanside wird von der Orange County Line (Los Angeles–Oceanside) betrieben, von Orange bis Oceanside verkehrt die Inland Empire/Orange County Line (San Bernardino–Oceanside) und zwischen Fullerton und dem Abzweig der San Bernardino Subdivision die 91 Line (Los Angeles–Fullerton–Riverside)
Güterverkehr
Die Strecke genießt auch eine hohe Bedeutung im Güterverkehr, sie ist die einzige Schienenverkehrsverbindung des Hafens von San Diego. Dazu besteht über die BNSF San Diego Subdivision und die San Diego and Imperial Valley Line ein direkter Schienenanschluss über die mexikanische Grenze bis Tijuana. Südlich des San Diego Convention Center betreibt BNSF einen Güterbahnhof und verfügt über eigene Gleise vom Santa Fe Depot bis zu diesem.
Aufgrund der gemeinsamen Nutzung der Gleise südlich des BNSF-Güterbahnhofs mit dem San Diego Trolley können die Güterzüge nach Mexiko nur in der Betriebspause der Straßenbahn verkehren.

## Umwelteinflüsse und Verlegungspläne
Aufgrund der Nähe zum Meer und Hang- und Erdrutschen ist die Strecke immer wieder unterbrochen, 2023 gar über mehrere Monate. Besonders die Abschnitte bei Del Mar und San Clemente sind besonders gefährdet. Aufgrund dessen soll die Strecke an diesen beiden Orten verlegt werden. Vorgesehen sind Tunnels, welche auch eine Erhöhung der Höchstgeschwindigkeit auf 180 km/h mit sich bringen.